# Anisodes rhodobapta
Anisodes rhodobapta är en fjärilsart som beskrevs av Turner 1941. Anisodes rhodobapta ingår i släktet Anisodes och familjen mätare. Inga underarter finns listade i Catalogue of Life.